# Кассовые операции
Кассовые операции — операции с физическими и юридическими лицами по приёму и выдаче наличных денежных средств (банкнот и монет), осуществляемые предприятиями, организациями, банками. Представляют собой совокупность материально-технических процедур, заключающихся в приёме (инкассация), хранении и выдаче наличных денег. Кассовые операции регулируются нормами финансового права. Порядок осуществления кассовых операций в Российской Федерации регламентирует Центральный банк РФ.

## Определение
Кассовые операции — это операции с физическими и юридическими лицами по приёму и выдаче наличных денежных средств (банкнот и монет), осуществляемые предприятиями, банками. Представляют собой совокупность материально-технических процедур, заключающихся в приёме (инкассация), хранении и выдаче наличных денег.

## Кассовые операции на предприятии
Центральный банк РФ устанавливает правила расчетов с использованием наличных денег согласно Указанию Банка России от 11.03.2014 № 3210-У.
Для осуществления расчётов с использованием наличных денег каждое предприятие должно иметь кассу и вести кассовую книгу по установленной форме.
Приём наличных денег при осуществлении расчётов с физическими лицами (населением) должен производиться с обязательным применением контрольно-кассовых машин.
Наличные деньги, полученные предприятием в банке, должны расходоваться на цели, указанные в чеке.
Наличные деньги, находящиеся в кассе, не должны превышать объёмов лимита, установленных руководителем предприятия. Сверх лимита предприятия имеют право хранить в своей кассе деньги только для оплаты труда, выплаты пособий по социальному страхованию и стипендий не свыше трех рабочих дней (для предприятий, расположенных в районах Крайнего Севера и приравненных к ним местностях, — до пяти дней), включая день получения денег в банке.
Оформление кассовых операций производится по типовыми межведомственными формами первичной учётной документации для предприятий и организаций. Приём наличных денег кассиром предприятия производится по приходным кассовым ордерам, подписанным главным бухгалтером или лицом, на это уполномоченным письменным распоряжением руководителя предприятия. Выдача наличных денег производится по расходным кассовым ордерам или надлежаще оформленным другим документам (платёжным ведомостям, счетам и др.) с наложением на этих документах штампа с реквизитами расходного кассового ордера. Подчистки, помарки или исправления в приходных, расходных кассовых ордерах и заменяющих их документах не допускаются. Приходные и расходные кассовые ордера или заменяющие их документы до передачи в кассу регистрируются бухгалтерией в журнале регистрации приходных и расходных кассовых документов. Все поступления и выдачи наличных денег предприятия учитываются в кассовой книге, которая должна быть пронумерована, прошнурована и проштампована.
Контроль над правильным ведением кассовой книги возлагается на главного бухгалтера предприятия. За несоблюдение порядка ведения кассовых операций применяются меры финансовой ответственности: за осуществление расчетов наличными денежными средствами с другими предприятиями сверх установленных предельных сумм — штраф в 2-кратном размере суммы произведенного платежа; за неоприходование (неполное оприходование) в кассе денежной наличности — штраф в 3-кратном размере неоприходованной суммы; за несоблюдение действующего порядка хранения свободных денежных средств, а также за накопление в кассах наличных денег сверх установленных лимитов — штраф (п. 1 ст. 15.1 КоАП РФ): на должностное лицо организации или индивидуального предпринимателя в размере от 4 000 рублей до 5 000 рублей; на организацию в размере от 40 000 рублей до 50 000 рублей.

## Кассовые операции в банке
Кассовые операции в банке являются одним из основных видов банковских операций. Представляют собой операции по приему и выдаче наличных денежных средств. Более широко кассовые операции можно определить как операции, связанные с движением наличных денежных средств.
Основным документом, регламентирующим кассовые операции для кредитных организаций является Положение Центрального банка РФ «О порядке ведения кассовых операций и правилах хранения, перевозки и инкассации банкнот и монеты Банка России в кредитных организациях на территории Российской Федерации».
Требования клиентов банка о выдаче наличных средств является важной стороной деятельности банка, так как это определяет доверие клиента банку, определяет возможность клиента банка свободно распоряжаться своими деньгами.
Кассовые операции имеют большое значение как для банка так и для клиентов. Принимая наличные средства от клиентов банк увеличивает свои свободные резервы, при этом проводит активные операции и получает доходы. При выдаче наличных средств клиенту учреждения банка берут комиссионную плату. Для осуществления кассовых операций банки открывают операционную кассу, которая состоит из приходной кассы, где осуществляют прием наличных и расходной, где выдают наличные.
Все юридические лица и индивидуальные предприниматели обязаны сдавать полученную наличность в учреждении банков для зачисления на их счета.
Наличные средства выдаются банком через свои кассы на протяжении операционного дня:
- Предприятиям с их текущих счетов на основе денежного чека установленной формы с указанием целевого назначения полученных наличных средств;
- Физическим лицам по расходным кассовым ордерам.

В последние годы практически все банки проводят кассовые операции через банкоматы.

## Тенденции совершения наличного денежного обращения в мире
На прошедшей в 2004 году в Риме 9-й конференция по проблемам наличного денежного обращения (май 2004, Рим) и Международный семинар по коммерческим кассовым операциям (октябрь 2004, Сан-Франциско) было констатировано, что наличные деньги были и остаются одним из основных платежных средств.
В мире продолжаются процессы глобализации наличного денежного обращения. Увеличивается объём наличной денежной массы. По данным специалистов Федеральной резервной системы США, количество наличных долларов США в обращении постоянно возрастает:
| Наименование                                                 | 1980 | 1990 | 2000 | 2002 | 2010 (оценка) |
| ------------------------------------------------------------ | ---- | ---- | ---- | ---- | ------------- |
| Количество наличных долларов США в обращении, млрд. долларов | 129  | 278  | 564  | 620  | 1000          |
| В том числе на территории США                                | 43   | 93   | 188  | 206  | 200           |
| За пределами территории США                                  | 86   | 185  | 376  | 414  | 800           |

Основными тенденциями в сфере организации наличного денежного обращения являются:
- Перераспределение функций (аутсорсинг/инсорсинг) и улучшение взаимодействия между центральными (резервными, национальными) и коммерческими банками, инкассаторскими компаниями и другими финансовыми институтами с целью снижения затрат на обработку, пересчет и транспортировку наличности;
- Разработка и внедрение новых схем наличного денежного обращения;
- Централизация обработки наличности, развитие и создание крупных кассовых центров, обрабатывающих основную массу денег.